# Кисамоска и Селинска епархия
 Тази статия е за православната епархия.  За титулярната римокатолическа вижте Кисамоска епархия (Римокатолическа църква).  
Кисамоската и Селинска епархия (на гръцки: Ιερά Μητρόπολη Κισάμου και Σελίνου, катаревуса: Ιερά Μητρόπολις Κισάμου και Σελίνου) e епархия на Църквата на Крит, полуавтономна църква на Вселенската патриаршия. Диоцезът е със седалище в град Кисамос, Гърция. Титлата на митрополита е митрополит Кисамоски и Селински, ипертим и екзарх на Западен Крит (Μητροπολίτης Κισάμου & Σελίνου, υπέρτιμος και έξαρχος Εσπερίας Κρήτης).

## Диоцез
Митрополията обхваща западните части на областна единица Ханя около Кисамос и Селино.

## История
Седалището на митрополията Кисамос в Античността е пристанището на Полириния, най-старият дорийски град на Крит и е морският и търговски център на Западен Крит. Плиний (4,12,59) го поставя близо до Пергам и в Кидония, а Хиерокъл в своя „Синекдем“ го споменава между Кидония и Кантанос. Според Птолемей „град Кисамос“ се намира в днешния Кисамоски залив, оцелелите руини близо до Кисамоската крепост. Въпреки че се намира в близост до големия град Полириния, той е автономен полис и сече собствени монети, привилегия, която се поддържа до времето на Юстиниан. Градските стени са построени от венецианците, а някои части от тях все още съществуват. Крепостта също е венецианска.
Каква е била първоначалната юрисдикция на Кисамоската епархия, не е известно, но като се има предвид, че в Селино е седалището на Кантанийската епископия (Επισκοπή Καντανίας), явно областта не винаги е била част от диоцеза на епархията.
Кисамоската епископия е една от двадесетте раннохристиянски епископии на Крит, макар че първият споменат кисамоски епископ е на Евкис (Εὔκισσος), който присъства на Сердикийския събор в 343 година, а по-късно е известен Теопемпт (Θεόπεμπτος), участник в Шестия вселенски събор в 680/681 година. На Седмия вселенски събор през 787 година присъства Лъв Кисамоски (Κισάμου Λέων). На моливдовул, който се съхранява в музея на Ретимно и се отнася към края на V или началото на V век, има надпис „Църква на Кисамос“ (εκκλησία Κισάμου), докато в Парижкия тактикон 1555А (731-746) се споменава в тогавашната Критска митрополия кисамоски епископ, единадесети по ред.
Дейността на епископията е прекъсната по време на арабската окупация в Крит (826 - 961 г.) и е възобновена през втория византийски период. През 1204 година, когато Крит попада в ръцете на Венецианската република, православният епископ е изгонен и е създадена латинска епископия. Изключение прави Герасим Палеокапас по време на късната венецианската власт, който очевидно е бил в уния с Рим. През този дълъг период на чуждестранно господство, православните критяни са принудени да ходят на Китира, която е седалище на архиепископия.
От 1645 година с установяването на воюващия Крит на православния митрополит на Крит Неофит Пателарос, е възстановена и Кисамоската епархия. Епархията съществува през цялото време на османското владичество. Изключение правят годините 1831 - 1860 г., когато поради последователни критски въстания тя е обединена с Кидонийската епархия в Кидонийска и Кисамоска.
През 1860 година епархията получава името Кисамоска и Селинска епископия. Тя се запазва и в Критската държава (1898 - 1912) и в Гърция. С акт на Вселенската патриаршия през 1962 година е издигната в Кисамоската и Селинска митрополия - заедно с другите митрополии на Крит.
По време на Гръцкато въстание от 1821 година епископът на Кисамос Мелхиседек заедно с дякона си Калиник пострадват мъченически. Смъртната им присъда е извършена на платан на централния площад „Спландзия“ в Хания. Много духовници от епархията се отличават в революцията, като Мартиниан Перакис, епарх на Селино и Калист Йеронимон, по-късно епископ на Кидония. В Критско въстание от 1866 - 1869 година участват кисамоският епископ Герасим Стратигакис и йеромонахът и богослов Партений Перидис, който председателства общото събрание на въстанието, докато Емануил Каселос (от Селино) председателства сформираното революционно правителство.
По време на Втората световна война районът на двете провинции пострадва силно. Епископ Евдоким Сингелакис е арестуван и заточен. Манастирът Гония е евакуиран и окупиран от германската армия и много други духовници са преследвани.

## Епископи
| Име        | Име         | Управление                         | Забележка                                 | Години      |
| ---------- | ----------- | ---------------------------------- | ----------------------------------------- | ----------- |
| Евкис      | Εὔκισσος    | в 343                              | участник в Сердикийския събор             |             |
| Теопемпт   | Θεόπεμπτος  | в 680/681                          | участник в Шестия вселенски събор         |             |
| Лъв        | Λέων        | в 787                              | участник в Седмия вселенски събор         |             |
| Мисаил     | Μισαήλ      |                                    |                                           |             |
| Герасим    | Γεράσιμος   |                                    |                                           |             |
| Партений   | Παρθένιος   |                                    |                                           |             |
| Паисий     | Παΐσιος     |                                    |                                           |             |
| Мелхиседек | Μελχισεδέκ  | 1818 - 1821 †                      | мъченик                                   | ? - 1821    |
| Артемий    | Αρτέμιος    | 1831 - 1846                        |                                           |             |
| Калист     | Κάλλιστος   | 1856 - 8 май 1858 †                |                                           | ? - 1858    |
| Герасим    | Γεράσιμος   | 15 април 1860 - 1868               | подал оставка                             | ? - 1886    |
| Мисаил     | Μισαήλ      | 1869                               |                                           |             |
| Панарет    | Πανάρετος   | 26 юни 1875 – юли 1880 †           | от римнийски е.                           | ? - 1880    |
| Партений   | Παρθένιος   | 22 януари 1887 – 21 юли 1892       | в камбанийски е.                          | 1830 - 1911 |
| Доротей    | Δωρόθεος    | 7 март 1893 - 12 декември 1902 †   |                                           | 1854 - 1902 |
| Антим      | Άνθιμος     | 20 юли 1903 - 17 август 1935 †     |                                           | 1860 - 1935 |
| Хрисостом  | Χρυσόστομος | 9 февруари 1936 - 13 юни 1937 †    |                                           | 1892 - 1937 |
| Евдокимос  | Ευδόκιμος   | 13 март 1938 - 8 август 1956 †     |                                           | 1887 - 1956 |
| Ириней     | Ειρηναίος   | 8 декември 1957 - 16 декември 1971 | в м. на 25 септември 1962, в германски м. | 1911 - 2013 |
| Кирил      | Κύριλλος    | 16 февруари 1975 - 1979            | в гортински и аркадски м.                 | 1932 - 2005 |
| Ириней     | Ειρηναίος   | 26 януари 1981 - 24 август 2005    | от бивш германски м., подал оставка       | 1911 - 2013 |
| Амфилохий  | Αμφιλόχιος  | от 4 октомври 1995                 |                                           | р. 1964     |